# Váhová funkce
Váhová funkce je matematický prostředek používaný při provádění součtů, integrálů nebo průměrů, který umožňuje dát některým prvkům větší význam („váhu“), aby ovlivňovaly výsledek více než jiné prvky. Výsledkem aplikace váhové funkce je vážený součet nebo vážený průměr. Váhové funkce se často objevují ve statistice a analýze, a jsou blízce příbuzné s konceptem míry. Váhové funkce lze používat v diskrétním i spojitém případě. Lze je použít pro zkonstruování systémů kalkulu nazývaných „vážený počet“ a „meta-počet“.

## Diskrétní váhy

### Obecná definice
V diskrétním případě je váhová funkce {\displaystyle w\colon A\to \mathbb {R} ^{+}} kladná funkce definovaná na diskrétní množině {\displaystyle A}, což je konečná nebo spočetná množina. Váhová funkce {\displaystyle w(a):=1} přitom odpovídá nevážené situaci, kdy všechny prvky mají stejné váhy. Takovou váhu pak můžeme aplikovat na různé koncepty:
Pokud funkce {\displaystyle f\colon A\to \mathbb {R} } je reálná funkce, pak na základě neváženého součtu funkce {\displaystyle f} na {\displaystyle A} definovaného takto:
{\displaystyle \sum _{a\in A}f(a);}
lze s použitím váhové funkce {\displaystyle w\colon A\to \mathbb {R} ^{+}} definovat vážený součet nebo kuželovou kombinaci takto
{\displaystyle \sum _{a\in A}f(a)w(a).}
Aplikace vážených součtů se běžně objevují při numerické integraci.
Pokud B je konečná podmnožina A, můžeme neváženou mohutnost |B| množiny B zobecnit na váženou kardinalitu
{\displaystyle \sum _{a\in B}w(a).}
Pokud A je konečná neprázdná množina, můžeme neváženou střední hodnotu nebo průměr
{\displaystyle {\frac {1}{|A|}}\sum _{a\in A}f(a)}
zobecnit na vážený průměr:
{\displaystyle {\frac {\sum _{a\in A}f(a)w(a)}{\sum _{a\in A}w(a)}}.}
Díky vydělení součtem vah jsou tomto případě relevantní pouze relativní váhy.

### Statistika
Vážené průměry se často používají ve statistice pro kompenzaci vychýlenosti. Pro veličinu {\displaystyle f} nezávisle vícekrát změřenou {\displaystyle f_{i}} s rozptylem {\displaystyle \sigma _{i}^{2}}, lze nejlepší odhad signálu získat průměrováním všech měření s váhou {\textstyle w_{i}=1/{\sigma _{i}^{2}}}, a výsledný rozptyl je menší než každé z nezávislých měření {\textstyle \sigma ^{2}=1/\sum _{i}w_{i}}. Metoda maximální věrohodnosti váží rozdíl mezi modelem a daty pomocí stejných vah {\displaystyle w_{i}}.
Střední hodnota náhodné proměnné je vážený průměr hodnot, kterých může nabývat, s vahami danými jejich pravděpodobností. Obecněji střední hodnota funkce náhodné proměnné je pravděpodobností vážený průměr hodnot, kterých funkce nabývá pro jednotlivé hodnoty náhodné proměnné.
Pokud v regresi předpokládáme, že závislá proměnná je ovlivněna jak současnými tak minulými hodnotami nezávislé proměnné, odhadujeme funkci rozděleného zpoždění, která je váženým průměrem současných a různě zpožděných hodnot nezávislé proměnné. Podobně v modelu klouzavého průměru je hodnota vyvíjející se proměnné váženým průměrem současných a různě zpožděných hodnot náhodné proměnné.

### Mechanika
Polohu těžiště při určování rovnováhy na páce v mechanice lze počítat jako vážený průměr poloh {\displaystyle {\boldsymbol {x}}_{1},\dotsc ,{\boldsymbol {x}}_{n}}, jednotlivých břemen s váhami {\displaystyle w_{1},\ldots ,w_{n}} danými jejich hmotností:
{\displaystyle {\frac {\sum _{i=1}^{n}w_{i}{\boldsymbol {x}}_{i}}{\sum _{i=1}^{n}w_{i}}}.}
Rovnováha nastává pokud je páka podepřena v těžišti.

## Spojité váhy
Ve spojitém případě je váha kladná míra, např. {\displaystyle w(x)\,dx} na nějaké doméně {\displaystyle \Omega }, což je typicky podmnožina Eukleidovského prostoru {\displaystyle \mathbb {R} ^{n}}; {\displaystyle \Omega } může být například interval {\displaystyle \langle a,b\rangle }. {\displaystyle dx} je Lebesgueova míra a {\displaystyle w\colon \Omega \to \mathbb {R} ^{+}} je nezáporná míra funkce. V tomto kontextu se váhová funkce {\displaystyle w(x)} někdy nazývá hustota.

### Obecná definice
Pokud {\displaystyle f\colon \Omega \to \mathbb {R} } je reálná funkce, pak lze nevážený integrál
{\displaystyle \int _{\Omega }f(x)\ dx}
zobecnit na vážený integrál
{\displaystyle \int _{\Omega }f(x)w(x)\,dx}
Všimněte si, že aby byl tento integrál konečný, může být potřebné vyžadovat, aby {\displaystyle f} byla absolutně integrovatelná funkce podle váhy {\displaystyle w(x)\,dx}.

### Vážený objem
Pokud E je podmnožina {\displaystyle \Omega }, pak objem vol(E) množiny E lze zobecnit na vážený objem
{\displaystyle \int _{E}w(x)\ dx,}

### Vážený průměr
Pokud {\displaystyle \Omega } má konečný nenulový vážený objem, pak můžeme nevážený průměr
{\displaystyle {\frac {1}{\mathrm {vol} (\Omega )}}\int _{\Omega }f(x)\ dx}
nahradit váženým průměrem
{\displaystyle {\frac {\int _{\Omega }f(x)\,w(x)\,dx}{\int _{\Omega }w(x)\,dx}}}

### Bilineární forma
Pokud {\displaystyle f\colon \Omega \to {\mathbb {R} }} a {\displaystyle g\colon \Omega \to {\mathbb {R} }} jsou dva funkcí, můžeme zobecnit neváženou bilineární formu
{\displaystyle \langle f,g\rangle :=\int _{\Omega }f(x)g(x)\ dx}
na váženou bilineární formu
{\displaystyle \langle f,g\rangle :=\int _{\Omega }f(x)g(x)\ w(x)\ dx.}
Příklady vážených ortogonálních funkcí jsou uvedeny v článku ortogonální polynomy.